# Coltrane's Sound
《Coltrane's Sound》는 1960년에 녹음되고 1964년에 애틀랜틱 레코드에서 발매된 미국의 재즈 음악가 존 콜트레인의 공을 인정하는 음반이다. 콜트레인이 음반사의 녹음을 중단하고 임펄스! 레코드와 계약된 후 조립된 《My Favorite Things》의 세션 동안 애틀랜틱 스튜디오에서 녹음되었다. 1960년대 애틀랜틱에서 콜트레인의 명성이 높아짐에 따라 프레스티지와 블루 노트 레코드처럼 그들 이전에 콜트레인의 이름은 발행되지 않은 녹음을 사용했고 콜트레인의 입력이나 승인 없이 그것들을 발매했다.

## 반응
| 전문가 평가                         | 전문가 평가 |
| 평가 점수                           | 평가 점수   |
| 출처                                | 점수        |
| ----------------------------------- | ----------- |
| All About Jazz                      | (favorable) |
| AllMusic                            | [ 4 ]       |
| The Encyclopedia of Popular Music   | [ 5 ]       |
| The Penguin Guide to Jazz           | [ 6 ]       |
| The Rolling Stone Jazz Record Guide | [ 7 ]       |

올뮤직에 대한 리뷰에서 린제이 플래너는 이 음반을 "콜트레인의 방대한 카탈로그에서 가장 과소평가된 항목 중 하나"라고 불렀고, "6개의 작품에는 콜트레인의 60년대 초 스타일의 명백하고 지울 수 없는 도장이 찍혀 있기 때문에 제목이 이보다 정확할 수 없었습니다... 관심이 부족하더라도 이 녹음은 콜트레인의 최고급 음반 중 하나로 남아 있습니다."라고 썼다.
《올 어바웃 재즈》의 더글러스 페인은 "스핀 《Coltrain's Sound》와 심지어 재즈 팬이 아닌 사람들도 무언가를 감지합니다. 따뜻하고 인간적인 사운드로 듣는 사람들을 그들이 좋아하는 곳으로 데려갑니다... 그것은 본질적이고 즐거운 재즈 청취를 만듭니다."라고 말했다.

## 곡 목록
| #  | 제목                              | 작곡                       | 재생 시간 |
| -- | --------------------------------- | -------------------------- | --------- |
| 1. | 〈The Night Has a Thousand Eyes〉 | 버디 버니어, 제리 브레이닌 | 6:51      |
| 2. | 〈Central Park West〉             | 존 콜트레인                | 4:16      |
| 3. | 〈Liberia〉                       | 콜트레인                   | 6:53      |

| #  | 제목              | 작곡                                                   | 재생 시간 |
| -- | ----------------- | ------------------------------------------------------ | --------- |
| 1. | 〈Body and Soul〉 | 에드워드 헤이먼, 로버트 사워, 프랭크 에이튼, 조니 그린 | 5:40      |
| 2. | 〈Equinox〉       | 콜트레인                                               | 8:39      |
| 3. | 〈Satellite〉     | 콜트레인                                               | 5:59      |